# الروس (نجرة)

تعديل مصدري - تعديل

الروس هي إحدى قرى عزلة قدم بمديرية نجرة التابعة لمحافظة حجة، بلغ تعداد سكانها 694 نسمة حسب تعداد اليمن لعام 2004.